# 青山昌文
青山 昌文（あおやま まさふみ、1952年 - ）は、日本の美学研究者。放送大学元特任教授。

## 概略
青森県出身。
専門は、美学、芸術学、自然哲学、比較思想。主な研究領域は、ディドロ美学、現代芸術理論。学位は学術博士。元 日本大学大学院芸術学研究科兼任講師。放送大学教授及び特任教授を歴任。

## 人物・経歴

### 主たる研究対象等
ディドロの美学・芸術論が最も狭い意味での専門領域であるが、それらの研究から必然的にヨーロッパの美学・芸術論の歴史の全般に関心の対象が広がってゆき、その中でもプラトンやアリストテレスの古代ギリシア美学と20世紀後半の現代芸術思想に特に深い関心をもっている。近代の人間主観中心主義を超えて、現代の環境芸術思想の根源をも成しているミーメーシス芸術理論の現代的意義の解明を根本的な研究課題としている。

#### 主な研究分野
- 人文・社会 ／ 美学、芸術論。[5]

#### 芸術に関する研究分野
- 美術・デザイン・建築等の視覚芸術。[6]

#### その他の研究分野
- オペラ・ミュージカル等の舞台芸術にも強い関心を持つ。[6][7]
- 料理をも芸術と捉えている。[6]

### 主な個別の関心領域
- プラトン、アリストテレス、ディドロの美学・演劇論[8]、ロマネスク美術、ルネサンス美術、ロココ美術、現代芸術等。[6]

### 略歴
- 1952年 青森県に生まれる。
- 青森県立弘前高等学校卒業。
- 1976年 東京大学教養学部教養学科フランス分科卒業、教養学士。
- 1978年 東京大学文学部美学科卒業、文学士。
- 1980年 東京大学大学院人文科学研究科美学芸術学修士課程修了、文学修士[9]。
- 1984年 東京大学大学院人文科学研究科美学芸術学博士課程単位取得満期退学。
- 1984年10月 放送大学専任講師。
- 1986年 放送大学助教授。
- 2005年 東京大学大学院総合文化研究科（表象文化論）より博士（学術）の学位を取得[1]。
- 2006年 放送大学教授。
- 日本大学芸術学部 芸術学特論、美学と美術批評史／日本大学大学院 芸術学研究科 造形芸術専攻 兼任講師（退任）[10]
- 2023年 放送大学特任教授
- 2024年 放送大学退職に伴い、放送大学特任教授を退任

### 芸術や美術に関して主張する見解
1. 「芸術は、単に好き嫌いで話が済むような小さなものではありません。」[11]
2. 「芸術は、世界の精華であり、世界の力です。芸術に感動することは、世界に感動することであり、世界の力によって、遠くに運ばれてゆく、至福の旅なのです。」[12][13]
3. 「芸術とは、芸術家の自己表現[14]のような小さなものでは全くなく、世界という、芸術家よりも遙かに大きなものから発している、大きな、素晴らしいものなのです。」[15][13]
4. 「芸術というものは、決して芸術を創造した芸術家の内面の自己表現[14]なのではなく、その芸術作品に描かれている存在の、存在の深みを表現し、存在の本質を表現し、その存在が生きているその社会の本質をも表現するものなのです。」[16][13]
5. 「現代美術が、突然新しいものとして現れたはずはなく、それは19世紀以前の美術の影響をそのまま受けて誕生したわけでありまして、すなわち、現代美術を理解するためには19世紀以前の美術の理解が欠かせないのであります。」[17][18]

## 主な業績

### 単著
- 『美と芸術の理論 世界再生のミーメーシス美学』（放送大学教育振興会 1992年）
- 『芸術の古典と現代』（放送大学教育振興会 1997年）
- 『芸術の理論と歴史』（放送大学教育振興会 2002年）
- 『芸術史と芸術理論』（放送大学教育振興会 2010年）
- 『美学・芸術学研究 人文学プログラム』放送大学教育振興会 2013年[19]
- 青山昌文『芸術は世界の力である』左右社〈放送大学叢書〉、2014年12月。

《ヴィーナスの誕生》のヴィーナスに、女性の肉体美を感じたら不謹慎なのか？
いや、そこから芸術体験は始まると本書は語ります。
- 『西洋芸術の歴史と理論』(放送大学教育振興会 2016年)
- 『舞台芸術の魅力』(放送大学教育振興会 2017年)
- 『美学・芸術学研究』 (放送大学教育振興会 2019年)

### 共編著
- 『比較思想 -- 自然について』（放送大学教育振興会 1990年）
- 『比較思想・東西の自然観 地球環境破壊を超えて』（放送大学教育振興会 1995年）
- 『芸術・文化・社会』（徳丸吉彦共編著）（放送大学教育振興会 2003年）
- 『舞台芸術への招待』放送大学教育振興会 2011年
- 青山昌文、坂井素思、宮下規久朗『社会の中の芸術-料理・食・芸術文化を中心として』放送大学教育振興会〈放送大学教材〉、2014年12月。

### 翻訳
- ドゥニ・ディドロ『著作集 第4巻 美学・美術 付・研究論集』 法政大学出版局 2013年

（鷲見洋一・小場瀬卓三・井田尚・中川久定・青山昌文・田口卓臣・橋本到 共訳）

### 論文
- 青山昌文「ディドロ美学における関係の概念について」『美学』第32巻第2号、美学会、1981年9月、27-38頁、ISSN 05200962。
- 青山昌文「ディドロ美学における古典主義性とロマン主義性」『研究』第1巻、東京大学文学部、1983年3月、95-108頁、doi:10.15083/00017663、ISSN 09163379。
- 青山昌文「シャルダンの芸術技法とその理論的解釈 : ディドロのシャルダン論」『研究』第2巻、東京大学文学部美学藝術学研究室、1984年3月、174-186頁、doi:10.15083/00017653、ISSN 09163379。
- 青山昌文「ハーゲドルン美学研究-その1- : 近代美学の転回について」『放送大学研究年報』第1巻、放送大学、1995年、97-107頁、ISSN 09114505。
- 青山昌文「フランスにおける芸術教育と生涯教育」『放送大学研究年報』第29号、放送大学、2011年、47-54頁、ISSN 09114505。
- 青山昌文「ディドロ演劇論研究 : 役者の演技の在り方について」『放送大学研究年報』第28巻、2011年3月、55-61頁、ISSN 0911-4505。
- 青山昌文「フランスにおける芸術教育と生涯教育」『放送大学研究年報』第29巻、2012年3月、47-54頁、ISSN 0911-4505。
- 青山昌文「ディドロ美学における古代と近代─ディドロ演劇論の無矛盾的一貫性について─」『放送大学研究年報 ISSN=0911-4505』第38巻、2021年3月、55-60頁。
- Ando Shoeki philosophe holiste et athée de l'époque d'Edo ,1996 (Cahiers de la revue de théologie et de philosophie,18)[21]

### 講演・口頭発表等
- 「芸術世界の力である」放送大学新潟学習センター公開講演会、放送大学新潟学習センター 2018年2月25日[22]
- 「食文化の美学」広島大学公開講座、広島大学 2017年9月30日
- 「芸術の見方・味わい方」 放送大学創立30周年記念特別講演会、東京文京学習センター 2013年12月22日
- その他、美学（ディドロ美学）、芸術（ロココ美術）、美術、ミーメーシスの現代的意義等[23]

### 社会活動
- 東京都現代美術館・群馬県立近代美術館・埼玉県立近代美術館等において講演

## 関連人物
- ドゥニ・ディドロ（Denis Diderot）
- ジャン・シメオン・シャルダン（Jean-Baptiste Siméon Chardin）
- ジャン・アンテルム・ブリア＝サヴァラン（Jean Anthelme Brillat-Savarin）
- 徳丸吉彦[24]
- 坂井素思[25]
- 宮下規久朗[26]
- 鷲見洋一[27]
- 小場瀬卓三[27]
- 井田尚[27]
- 中川久定[27]
- 田口卓臣[27]
- 橋本到[27]
- 木村三郎[28]
- 蜷川幸雄[29]
- 古井戸秀夫[29]
- 鈴木晶[29]
- 尼ヶ崎彬[29]
- 森山 直人（京都芸術大学客員教授）[29]